# Polylepis
Die Gattung Polylepis gehört zur Familie der Rosengewächse (Rosaceae). Das Verbreitungsgebiet der ungefähr 26 Arten erstreckt sich über die südamerikanischen Anden vom nördlichen Venezuela bis ins nordwestliche Argentinien.

## Beschreibung und Ökologie
Die kleinen Bäume und Sträucher erreichen Wuchshöhen zwischen 1 und 32 Metern und Kronendurchmesser zwischen 3 und 10 Metern. Die Arten der Gattung besitzen eine rötliche, abblätternde Rinde sowie einen gewundenen Stamm. Die kleinen, ledrigen, meist gefiederten Laubblätter sind harzbedeckt.

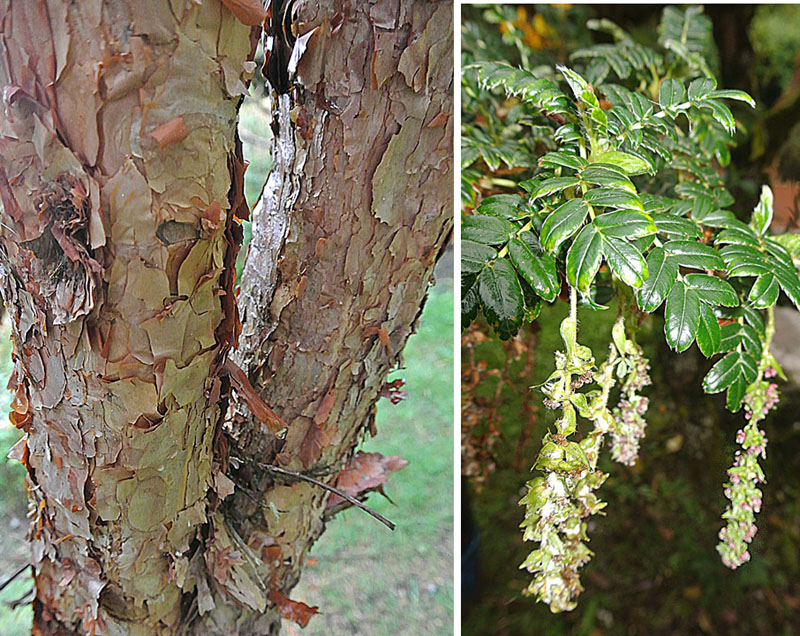
Polylepis pauta mit Blüten

In traubigen Blütenständen sind die relativ kleinen Blüten angeordnet. Die Blüten enthalten drei bis vier Kelchblätter und 12 bis 18 Staubblätter. Kronblätter sind nicht vorhanden. Sowohl die Bestäubung als auch die Ausbreitung der Früchte findet mit Hilfe des Windes (Anemophilie) statt.

## Vorkommen
Die Polylepis-Wälder stellen weit über die Anden verteilte, voneinander isolierte Refugialräume dar. Über die historische Entwicklung des Polylepis-Verbreitungsgebiets und deren Ursachen gibt es seit den 1950er Jahren eine akademische Debatte. Während die einen behaupten, die derzeitige Verbreitung in Rückzugsgebieten beruhe auf einer natürlichen Entwicklung, meinen die anderen, dass die Ursachen in der Tätigkeit des Menschen – Abholzung für Nutzholz, Brandrodung und Überweidung – in einem vormals weitgehend zusammenhängenden Waldgebiet zu suchen seien.
Die meisten Polylepis-Arten sind an das kalte Klima der Hochanden angepasst: Die abblätternde Rinde sorgt durch eingeschlossene Luft für Isolation. Die Polylepis-Wälder (queñuales), meist auf geschütztere Landschaftsabschnitte beschränkt, bilden ein wichtiges Refugium für eine Reihe krautiger Pflanzen sowie Tiere, wobei Polylepis die dominanten, bisweilen die einzigen Holzgewächsarten stellt. Lediglich einige Polylepis-Arten in feuchten Bergwäldern (Polylepis multijuga, Polylepis quadrijuga u. a.) sowie im Grenzbereich Boliviens mit Argentinien (Polylepis crista-galli und Polylepis hieronymi) treten gemeinsam mit Bäumen anderer Pflanzengattungen auf. Andererseits kommen Polylepis-Arten (z. B. Polylepis pepei, Polylepis tarapacana, Polylepis besseri) in Höhenbereichen vor, wo sonst keine weiteren Bäume mehr wachsen können. Polylepis tarapacana und Polylepis subsericans bilden noch bis in Höhenlagen zwischen 4000 und 4850 Metern kleine Wälder. Es wird oft behauptet, dass an den Hängen des Sajama im Sajama-Nationalpark in Bolivien Polylepis tarapacana eine Höhenlage von 5200 Meter erreicht, ein Bestand, der als einer der höchstgelegenen Wälder der Welt gilt. Tatsächlich liegen die höchsten Fundorte jedoch bei 4850 Metern. In der Kordillere des Vilcanota in Peru liegen die Obergrenzen für Polylepis bei 3600 bis 4850 Metern.
Die Polylepis-Wälder stellen einen wichtigen Erosionsschutz dar.

## Gefährdung und Schutz
Die Polylepis-Wälder besitzen eine einzigartige Flora und Fauna mit Habitatspezialisten und hochgradigem Endemismus. Diese Wälder gelten als eines der am stärksten gefährdeten Ökosysteme der Hochanden, zumal sie in weiten Gebieten die einzige Bau- und Brennholzquelle darstellen. In jüngerer Zeit sind regionale Programme zum Schutz der Wälder angelaufen, wobei die lokale Bevölkerung mehr oder weniger einbezogen worden ist.

## Systematik
Die Gattung Polylepis sowie die Typusart Polylepis racemosa, gefunden in den peruanischen Anden, wurden 1798 von den spanischen Botanikern Hipólito Ruiz López und José Antonio Pavón y Jiménez erstbeschrieben. Der Gattungsname Polylepis ist ein griechisch-lateinisches Mischwort und bedeutet „vielschuppig“.
Die Gattung Polylepis gehört zu Tribus Sanguisorbeae innerhalb der Familie der Rosaceae.

### Arten (Auswahl)

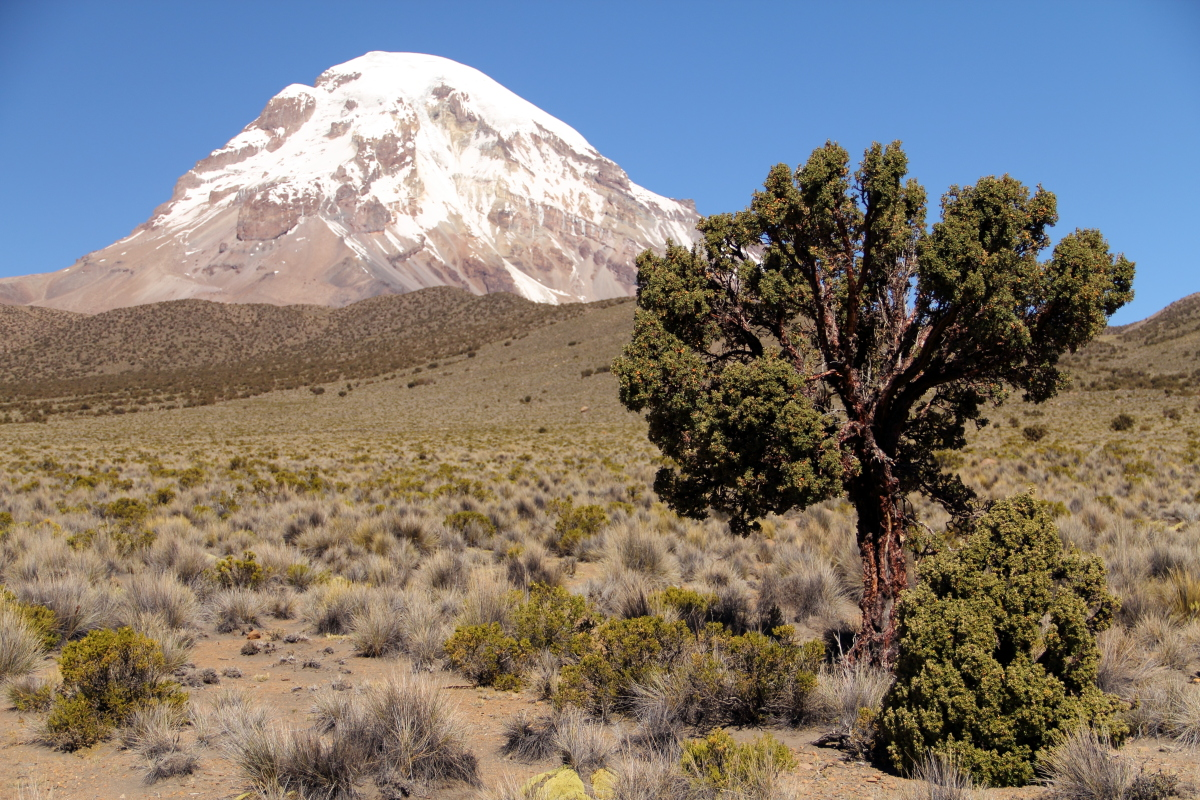
Polylepis tarapacana am Fuß des Sajama in Bolivien

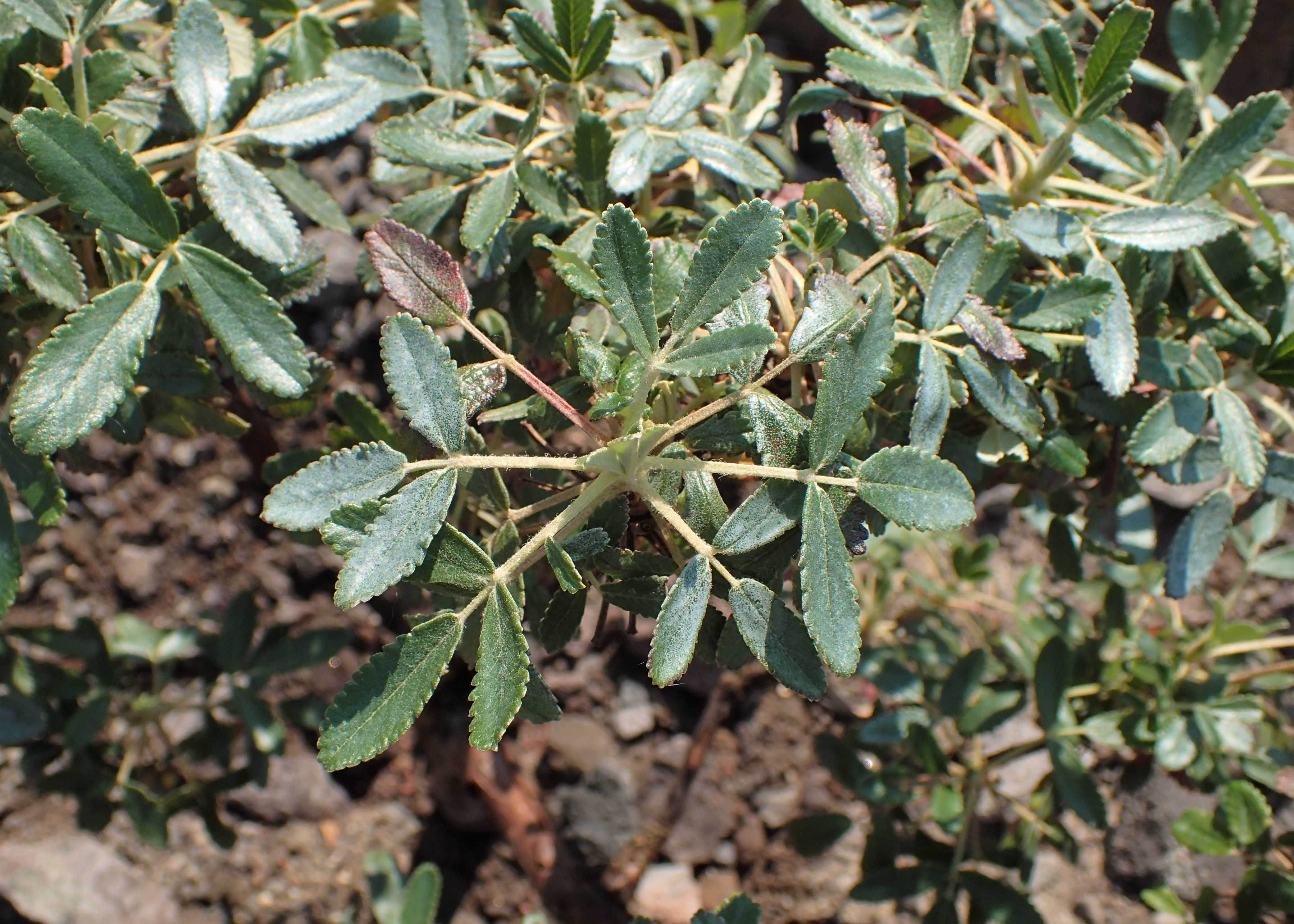
Polylepis tomentella

Es gibt etwa 16 bis 26 Polylepis-Arten:
- Polylepis australis Bitter: Nördliches Argentinien.[2]
- Polylepis besseri Hieron.: Peru, Bolivien, nördliches Chile.[2]
- Polylepis crista-galli Bitter: Bolivien bis Argentinien.[2]
- Polylepis hieronymi Pilg.: Bolivien und nordwestliches Argentinien.[2]
- Polylepis incana Kunth: Kolumbien bis Peru.[2]
- Polylepis lanuginosa Kunth: Ecuador.[2]
- Polylepis microphylla (Wedd.) Bitter: Ecuador.[2]
- Polylepis multijuga Pilg.: Peru.[2]
- Polylepis pauta Hieron.: Ecuador bis westliches Bolivien.[2]
- Polylepis pepei B.B. Simpson: Bolivien und Peru.[2]
- Polylepis quadrijuga Bitter: Kolumbien.[2]
- Polylepis racemosa Ruiz & Pav.: Bolivien und Peru.[2]
- Polylepis reticulata Hieron.: Ecuador.[2]
- Polylepis sericea Wedd.: Venezuela bis westliches Südamerika.[2]
- Polylepis tarapacana Phil.: Bolivien bis nördliches Chile.[2]
- Polylepis tomentella Wedd.: Peru, Bolivien und nordwestliches Argentinien.[2]
- Polylepis weberbaueri Pilger: Ecuador bis Peru.[2]

## Wirtschaftliche Bedeutung
Die Polylepis-Bäume werden von den indigenen Gemeinschaften (meist Quechua oder Aymara) für die Herstellung von Brennholz oder Bauholz genutzt; letzteres dient der Herstellung von Zäunen und Werkzeugen. Einige Polylepis-Arten dienen der Heilung von Nieren- und Atemwegserkrankungen sowie als Färbemittel. Die Polylepis-Wälder werden als Weidefläche für Lamas, Alpakas, Schafe und Rinder genutzt. Darüber hinaus dienen viele der dort lebenden Pflanzen als Heilpflanzen.

## Trivialnamen
Auf Quechua werden die Polylepis-Arten qiwuña genannt (Aussprache- und Schreibvarianten: qiwiña, qiwña, qiñwa, qiwna, in 5-Vokalschreibweise jeweils mit e: qeñwa usw.), im Kichwa Ecuadors kiñwa oder sachakiñwa und auf Aymara qiñwa. Die daraus abgeleiteten spanischen Bezeichnungen lauten queuña, queñua, queñual und queñuar. In Kolumbien, Venezuela und Ecuador werden die Pflanzen auf Spanisch yagual genannt.